# 육전 (음식)

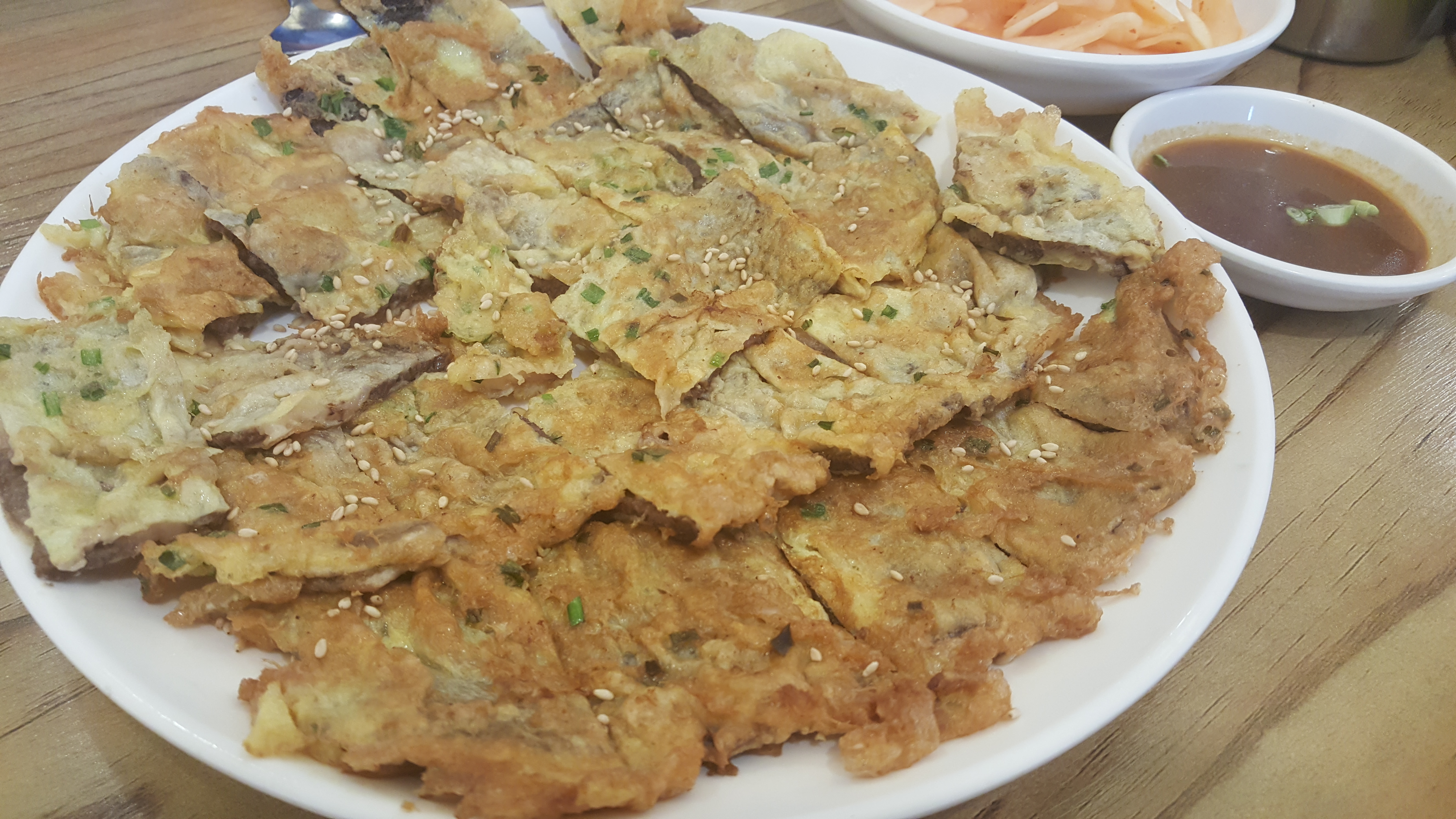
대구 교동면옥의 육전

육전(肉煎)은 전의 일종으로 얇게 썬 고기에 밀가루와 달걀옷을 입힌 요리다. 본래 황해도에서 유래한 요리이나, 현재는 전라남도 지역에서 주로 즐겨먹는다. 한편 경상남도 진주에서는 육전을 가늘게 썰어 냉면의 고명으로 올린다.
광주광역시에서는 2019년에 광주대표음식으로 광주육전을 선정했다.